# Seznam dílů seriálu Naši
Toto je seznam dílů seriálu Naši. Slovenský sitcom Naši měl premiéru dne 7. ledna 2016 na televizi JOJ.

## Přehled řad
| Řada | Díly | Premiéra v SR | Premiéra v SR     | Premiéra v ČR       | Premiéra v ČR |
| Řada | Díly | První díl     | Poslední díl      | První díl           | Poslední díl  |
| ---- | ---- | ------------- | ----------------- | ------------------- | ------------- |
| 1    | 26   | 7. ledna 2016 | 23. června 2016   | 6. září 2016        | 2019          |
| 2    | 36   | 6. září 2016  | 22. prosince 2016 | (24. prosince 2016) | 2019          |
| 3    | 24   | 6. září 2017  | 13. prosince 2017 | bude oznámeno       | bude oznámeno |

## Seznam dílů

### První řada (2016)
| Č. v seriálu | Č. v řadě | Původní název                 | Český název                   | Režie         | Scénář          | Premiéra v SR   | Premiéra v ČR     |
| ------------ | --------- | ----------------------------- | ----------------------------- | ------------- | --------------- | --------------- | ----------------- |
| 1            | 1         | Scény z manželského života    | Scény z manželského života    | Peter Begányi | Jacques Davidts | 7. leden 2016   | 6. září 2016      |
| 2            | 2         | Kombinované násilie           | Kombinované násilí            | Peter Begányi | Jacques Davidts | 7. leden 2016   | 8. září 2016      |
| 3            | 3         | Závislosti                    | Závislosti                    | Peter Begányi | Jacques Davidts | 14. leden 2016  | 13. září 2016     |
| 4            | 4         | Čo budeme jesť?               | Co bude k večeři?             | Peter Begányi | Jacques Davidts | 14. leden 2016  | 15. září 2016     |
| 5            | 5         | Štúdia správania              | Studie chování                | Peter Begányi | Jacques Davidts | 21. leden 2016  | 20. září 2016     |
| 6            | 6         | Hurá do školy                 | Hurá do školy                 | Peter Begányi | Jacques Davidts | 28. leden 2016  | 22. září 2016     |
| 7            | 7         | Rodičovské chvenie            | Rodičovské chvění             | Peter Begányi | Jacques Davidts | 4. únor 2016    | 27. září 2016     |
| 8            | 8         | Niet nad konzum               | Není nad konzum               | Peter Begányi | Jacques Davidts | 11. únor 2016   | 29. září 2016     |
| 9            | 9         | Rodičia na 110 percent        | Rodičie na 110%               | Peter Begányi | Jacques Davidts | 18. únor 2016   | 4. říjen 2016     |
| 10           | 10        | November je tu                | Listopad je tu                | Peter Begányi | Jacques Davidts | 25. únor 2016   | 6. říjen 2016     |
| 11           | 11        | Kakofónia                     | Kakofonie                     | Peter Begányi | Jacques Davidts | 3. březen 2016  | 11. říjen 2016    |
| 12           | 12        | Prachy, love, money           | Prachy, love, money           | Peter Begányi | Jacques Davidts | 10. březen 2016 | 13. říjen 2016    |
| 13           | 13        | Hádaj, kto príde dnes varovať | Hádej, kdo dnes přijde hlídat | Peter Begányi | Jacques Davidts | 17. březen 2016 | 18. říjen 2016    |
| 14           | 14        | S jedlom rastie chuť          | S jídelm roste chuť           | Peter Begányi | Jacques Davidts | 24. březen 2016 | 25. říjen 2016    |
| 15           | 15        | Puberta, neopúšťaj ma         | Puberto, neopouštěj mě        | Peter Begányi | Jacques Davidts | 31. březen 2016 | 1. listopad 2016  |
| 16           | 16        | Patent na deti                | Patent na děti                | Peter Begányi | Jacques Davidts | 7. duben 2016   | 8. listopad 2016  |
| 17           | 17        | Celoplošné neschopnosti       | Celoplošné neschopnosti       | Peter Begányi | Jacques Davidts | 14. duben 2016  | 15. listopad 2016 |
| 18           | 18        | Udice a návnady               | Udice a návnady               | Peter Begányi | Jacques Davidts | 21. duben 2016  | 22. listopad 2016 |
| 19           | 19        | Rodičovský wellness           | Rodičovský wellness           | Peter Begányi | Jacques Davidts | 28. duben 2016  | 29. listopad 2016 |
| 20           | 20        | Už sú veľkí                   | Už jsou velcí                 | Peter Begányi | Jacques Davidts | 5. květen 2016  | 6. prosinec 2016  |
| 21           | 21        | Tak kto má pravdu?!           | Kdo má tedy pravdu?!          | Peter Begányi | Jacques Davidts | 12. květen 2016 | 13. prosinec 2016 |
| 22           | 22        | Každý je v niečom šampión     | bude oznámeno                 | Peter Begányi | Jacques Davidts | 26. květen 2016 | bude oznámeno     |
| 23           | 23        | Tínedžer sapiens              | bude oznámeno                 | Peter Begányi | Jacques Davidts | 2. červen 2016  | bude oznámeno     |
| 24           | 24        | Pohotovosť                    | bude oznámeno                 | Peter Begányi | Jacques Davidts | 9. červen 2016  | bude oznámeno     |
| 25           | 25        | Králi hlupákov                | bude oznámeno                 | Peter Begányi | Jacques Davidts | 16. červen 2016 | bude oznámeno     |
| 26           | 26        | Konečne prázdniny             | bude oznámeno                 | Peter Begányi | Jacques Davidts | 23. červen 2016 | bude oznámeno     |

### Druhá řada (2016)
| Č. v seriálu | Č. v řadě | Původní název                            | Český název                             | Režie         | Scénář          | Premiéra v SR     | Premiéra v ČR     |
| ------------ | --------- | ---------------------------------------- | --------------------------------------- | ------------- | --------------- | ----------------- | ----------------- |
| 27           | 1         | Zase škola                               | bude oznámeno                           | Peter Begányi | Jacques Davidts | 6. září 2016      | bude oznámeno     |
| 28           | 2         | Starí rodičia                            | bude oznámeno                           | Peter Begányi | Jacques Davidts | 6. září 2016      | bude oznámeno     |
| 29           | 3         | Mia                                      | bude oznámeno                           | Peter Begányi | Jacques Davidts | 8. září 2016      | bude oznámeno     |
| 30           | 4         | Mia                                      | bude oznámeno                           | Peter Begányi | Jacques Davidts | 8. září 2016      | bude oznámeno     |
| 31           | 5         | Je to len tráva                          | bude oznámeno                           | Peter Begányi | Jacques Davidts | 13. září 2016     | bude oznámeno     |
| 32           | 6         | Štyria chlapci jedno dievča              | bude oznámeno                           | Peter Begányi | Jacques Davidts | 13. září 2016     | bude oznámeno     |
| 33           | 7         | Elektrické hviezdy                       | bude oznámeno                           | Peter Begányi | Jacques Davidts | 15. září 2016     | bude oznámeno     |
| 34           | 8         | Domáce záhady                            | bude oznámeno                           | Peter Begányi | Jacques Davidts | 15. září 2016     | bude oznámeno     |
| 35           | 9         | Dom u starého chlpu                      | bude oznámeno                           | Peter Begányi | Jacques Davidts | 20. září 2016     | bude oznámeno     |
| 36           | 10        | Jesenné blues                            | bude oznámeno                           | Peter Begányi | Jacques Davidts | 20. září 2016     | bude oznámeno     |
| 37           | 11        | Rodinná rada                             | bude oznámeno                           | Peter Begányi | Jacques Davidts | 22. září 2016     | bude oznámeno     |
| 38           | 12        | Pubertiacka kríza                        | bude oznámeno                           | Peter Begányi | Jacques Davidts | 22. září 2016     | bude oznámeno     |
| 39           | 13        | Každodenný kolotoč                       | bude oznámeno                           | Peter Begányi | Jacques Davidts | 27. září 2016     | bude oznámeno     |
| 40           | 14        | Mobily a internety                       | bude oznámeno                           | Peter Begányi | Jacques Davidts | 29. září 2016     | bude oznámeno     |
| 41           | 15        | Virtuálni priatelia                      | bude oznámeno                           | Peter Begányi | Jacques Davidts | 4. říjen 2016     | bude oznámeno     |
| 42           | 16        | Život nie je fér                         | bude oznámeno                           | Peter Begányi | Jacques Davidts | 6. říjen 2016     | bude oznámeno     |
| 43           | 17        | Rozšírme si obzory                       | bude oznámeno                           | Peter Begányi | Jacques Davidts | 11. říjen 2016    | bude oznámeno     |
| 44           | 18        | Jarné prázdniny                          | bude oznámeno                           | Peter Begányi | Jacques Davidts | 13. říjen 2016    | bude oznámeno     |
| 45           | 19        | Nikto nie je dokonalý                    | bude oznámeno                           | Peter Begányi | Jacques Davidts | 18. říjen 2016    | bude oznámeno     |
| 46           | 20        | Domáci miláčikovia                       | bude oznámeno                           | Peter Begányi | Jacques Davidts | 20. říjen 2016    | bude oznámeno     |
| 47           | 21        | Prípravy na ples                         | bude oznámeno                           | Peter Begányi | Jacques Davidts | 25. říjen 2016    | bude oznámeno     |
| 48           | 22        | Kto koho ovláda                          | bude oznámeno                           | Peter Begányi | Jacques Davidts | 27. říjen 2016    | bude oznámeno     |
| 49           | 23        | Hry o nervy                              | bude oznámeno                           | Peter Begányi | Jacques Davidts | 3. listopad 2016  | bude oznámeno     |
| 50           | 24        | Exkomunikovaný pubertiak                 | bude oznámeno                           | Peter Begányi | Jacques Davidts | 8. listopad 2016  | bude oznámeno     |
| 51           | 25        | Ťažký život rodiča                       | bude oznámeno                           | Peter Begányi | Jacques Davidts | 10. listopad 2016 | bude oznámeno     |
| 52           | 26        | Všetko má svoju cenu                     | bude oznámeno                           | Peter Begányi | Jacques Davidts | 15. listopad 2016 | bude oznámeno     |
| 53           | 27        | Garážový výpredaj                        | bude oznámeno                           | Peter Begányi | Jacques Davidts | 22. listopad 2016 | bude oznámeno     |
| 54           | 28        | Rodinné radosti                          | bude oznámeno                           | Peter Begányi | Jacques Davidts | 24. listopad 2016 | bude oznámeno     |
| 55           | 29        | Prechodné lásky                          | bude oznámeno                           | Peter Begányi | Jacques Davidts | 29. listopad 2016 | bude oznámeno     |
| 56           | 30        | Brutus                                   | bude oznámeno                           | Peter Begányi | Jacques Davidts | 1. prosinec 2016  | bude oznámeno     |
| 57           | 31        | Právo na súkromie                        | bude oznámeno                           | Peter Begányi | Jacques Davidts | 6. prosinec 2016  | bude oznámeno     |
| 58           | 32        | Majstri psychológie                      | bude oznámeno                           | Peter Begányi | Jacques Davidts | 8. prosinec 2016  | bude oznámeno     |
| 59           | 33        | Súboj generácií                          | bude oznámeno                           | Peter Begányi | Jacques Davidts | 13. prosinec 2016 | bude oznámeno     |
| 60           | 34        | Recept na domáce blaho                   | bude oznámeno                           | Peter Begányi | Jacques Davidts | 15. prosinec 2016 | bude oznámeno     |
| 61           | 35        | Tajné zbrane                             | bude oznámeno                           | Peter Begányi | Jacques Davidts | 20. prosinec 2016 | bude oznámeno     |
| 62           | 36        | Vianoce u Rodinovcov - Šťastné a veselé! | Vánoce u Rodinových - Šťastné a veselé! | Peter Begányi | Jacques Davidts | 22. prosinec 2016 | 24. prosinec 2016 |

### Třetí řada (2017)
| Č. v seriálu | Č. v řadě | Původní název             | Český název   | Režie         | Scénář          | Premiéra v SR      | Premiéra v ČR |
| ------------ | --------- | ------------------------- | ------------- | ------------- | --------------- | ------------------ | ------------- |
| 63           | 1         | Brigáda                   | bude oznámeno | Peter Begányi | Jacques Davidts | 6. září 2017       | bude oznámeno |
| 64           | 2         | Moderná doba              | bude oznámeno | Peter Begányi | Jacques Davidts | 6. září 2017       | bude oznámeno |
| 65           | 3         | Sexbomba                  | bude oznámeno | Peter Begányi | Jacques Davidts | 13. září 2017      | bude oznámeno |
| 66           | 4         | O ženách a mužoch         | bude oznámeno | Peter Begányi | Jacques Davidts | 13. září 2017      | bude oznámeno |
| 67           | 5         | Bratranec Kamil           | bude oznámeno | Peter Begányi | Jacques Davidts | 20. září 2017      | bude oznámeno |
| 68           | 6         | Na zdravie!               | bude oznámeno | Peter Begányi | Jacques Davidts | 27. září 2017      | bude oznámeno |
| 69           | 7         | Taký je život             | bude oznámeno | Peter Begányi | Jacques Davidts | 27. září 2017      | bude oznámeno |
| 70           | 8         | Generácia X               | bude oznámeno | Peter Begányi | Jacques Davidts | 4. října 2017      | bude oznámeno |
| 71           | 9         | Ženské zbrane             | bude oznámeno | Peter Begányi | Jacques Davidts | 4. října 2017      | bude oznámeno |
| 72           | 10        | Gól do vlastnej brány     | bude oznámeno | Peter Begányi | Jacques Davidts | 11. října 2017     | bude oznámeno |
| 73           | 11        | Technologická neschopnosť | bude oznámeno | Peter Begányi | Jacques Davidts | 11. října 2017     | bude oznámeno |
| 74           | 12        | Krátkozraké triky         | bude oznámeno | Peter Begányi | Jacques Davidts | 18. října 2017     | bude oznámeno |
| 75           | 13        | To je láska               | bude oznámeno | Peter Begányi | Jacques Davidts | 18. října 2017     | bude oznámeno |
| 76           | 14        | Poriadok nadovšetko       | bude oznámeno | Peter Begányi | Jacques Davidts | 25. října 2017     | bude oznámeno |
| 77           | 15        | Deň sv. Valentína         | bude oznámeno | Peter Begányi | Jacques Davidts | 25. října 2017     | bude oznámeno |
| 78           | 16        | Dobrý vkus                | bude oznámeno | Peter Begányi | Jacques Davidts | 8. listopadu 2017  | bude oznámeno |
| 79           | 17        | Od bábätka k pubertiakovi | bude oznámeno | Peter Begányi | Jacques Davidts | 15. listopadu 2017 | bude oznámeno |
| 80           | 18        | Príznaky zrelosti         | bude oznámeno | Peter Begányi | Jacques Davidts | 15. listopadu 2017 | bude oznámeno |
| 81           | 19        | O škole a o ženách        | bude oznámeno | Peter Begányi | Jacques Davidts | 22. listopadu 2017 | bude oznámeno |
| 82           | 20        | Praktické vynálezy        | bude oznámeno | Peter Begányi | Jacques Davidts | 22. listopadu 2017 | bude oznámeno |
| 83           | 21        | Byt či nebyt              | bude oznámeno | Peter Begányi | Jacques Davidts | 29. listopadu 2017 | bude oznámeno |
| 84           | 22        | Mládež a stárež           | bude oznámeno | Peter Begányi | Jacques Davidts | 29. listopadu 2017 | bude oznámeno |
| 85           | 23        | Byť matkou je úžasné      | bude oznámeno | Peter Begányi | Jacques Davidts | 6. prosince 2017   | bude oznámeno |
| 86           | 24        | Učíme sa celý život       | bude oznámeno | Peter Begányi | Jacques Davidts | 13. prosince 2017  | bude oznámeno |